# Tréflez
 Tréflez  (en bretón Trelez) es una población y comuna francesa, situada en la región de Bretaña, departamento de Finisterre, en el distrito de Morlaix y cantón de Plouescat.

## Demografía
| 1057 | 966 | 872 | 826 | 763 | 760 |
| Para los censos de 1962 a 1999 la población legal corresponde a la población sin duplicidades (Fuente: INSEE [Consultar]) |     |     |     |     |     |